# Ainsi va la vie (film, 1998)
Pour les articles homonymes, voir Ainsi va la vie.
Pour plus de détails, voir Fiche technique et Distribution.
Ainsi va la vie ou Espoir retrouvé au Québec (titre original : Hope Floats) est un film américain de Forest Whitaker sorti en 1998.

## Synopsis
Birdee, mère et épouse comblée, voit sa vie s'effondrer lorsqu'elle apprend l'infidélité de son mari. Elle retourne alors chez sa mère et apprend à surmonter ses blessures.

## Fiche technique
- Titre original : Hope Floats
- Titre français : Ainsi va la vie
- Titre québécois : Espoir retrouvé
- Réalisation : Forest Whitaker
- Scénario : Steven Rogers
- Direction artistique :
- Décors :
- Costumes :
- Photographie : Caleb Deschanel
- Montage : Richard Chew
- Musique : Dave Grusin
- Production : Lynda Obst, Sandra Bullock, Elizabeth Joan Hooper, Mary McLaglen et Reba Merrill
- Société de production : Fortis Films
- Société de distribution : 20th Century Fox
- Budget : 30 000 000 $
- Pays de production :  États-Unis
- Langue originale : anglais
- Lieu de tournage : Texas
- Genre : comédie romantique, drame
- Durée : 115 minutes
- Dates de sortie :
  - États-Unis : 29 mai 1998
  - France : 23 septembre 1998

## Distribution
- Sandra Bullock (VF : Françoise Cadol) : Birdee
- Harry Connick Jr. (VF : Philippe Vincent) : Justin Matisse
- Gena Rowlands (VF : Paule Emanuele) : Ramona Calvert
- Mae Whitman (VF : Kelly Marot) : Bernice Pruitt
- Michael Paré (VF : Bruno Choël) : Bill Pruitt
- Cameron Finley (VF : Paul Nivet) : Travis
- Kathy Najimy (VF : Marie-Laure Beneston) : Toni Post
- Dee Hennigan (VF : Maïté Monceau) : Dot
- Connie Ray (VF : Odile Schmitt) : Bobbi-Claire Patterson
- Tisa Hibbs (VF : Véronique Alycia) : Suzy
- Rosanna Arquette (non créditée)

Source et légende : Version française (VF) sur Voxofilm